# Heather Boushey

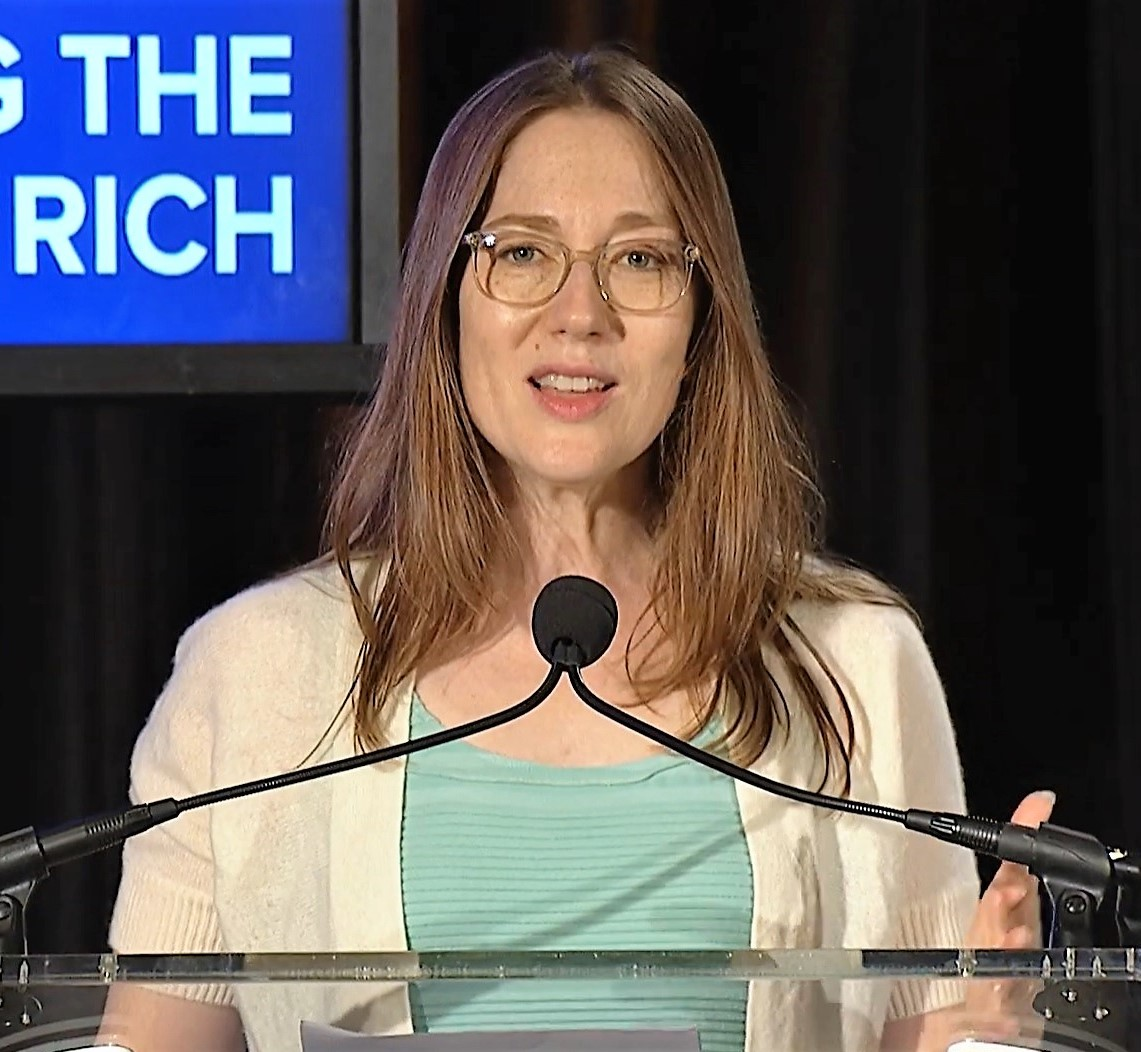
Heather Boushey (2019)

Heather Marie Boushey (* 1970 in Seattle, Washington) ist eine US-amerikanische Wirtschaftswissenschaftlerin. Seit dem 20. Januar 2021 ist sie Mitglied im Council of Economic Advisers, einem Beratergremium von Präsident Joe Biden. 

## Ausbildung
Boushey wurde in Seattle geboren und wuchs in Mukilteo, Washington, auf. Sie erwarb ihren Bachelor am Hampshire College und ihren Ph.D. in Wirtschaftswissenschaften an der New School for Social Research.

## Karriere
Bousheys wissenschaftliche Arbeit konzentriert sich vor allem auf die Beziehung zwischen Ungleichheit und Wirtschaftswachstum.
Sie war unter anderem für das Center for American Progress, das United States Congress Joint Economic Committee, das Center for Economic and Policy Research und das Economic Policy Institute tätig.
Derzeit sitzt sie im Vorstand des Opportunity Institute, ist Mitherausgeberin von Feminist Economics und Senior Fellow am Zentrum für Wirtschafts- und Politikanalyse an der New School for Social Research. Boushey war zuvor ein Forschungspartner des Nationalen Armutszentrums der Gerald R. Ford School of Public Policy und Mitglied der Redaktionsausschüsse von WorkingUSA und des Journal of Poverty.
Boushey wurde nach dem Nominierungsparteitag der Demokraten zur Präsidentenwahl 2016 im Juli 2016 als Chefökonom für das Clinton-Kaine-Übergangsteam bekannt gegeben.
Im August 2020 wurde Boushey in einem Artikel der New York Times vorgestellt, der sich auf ihre Rolle in der Präsidentschaftskampagne von Biden konzentrierte. Kurz nach Bidens Sieg im November 2020 wurde angekündigt, dass Boushey Mitglied des Council of Economic Advisers werden würde. Am Tag des Amtsantritt Bidens am 20. Januar 2021 trat sie ihr neues Amt an.

## Privates
Am 31. März 2007 heiratete Boushey den Akademiker, Politikwissenschaftler und politischen Kommentator Todd Tucker. Tucker war Mitglied des Übergangsteam von Joe Biden nach der Präsidentenwahl 2020.